# 格林威治 (紐約州村)
格林威治（英語：Greenwich）是位於美國紐約州華盛頓縣的村。

## 人口
根據2020年美國人口普查的數據，格林威治的面積為3.81平方千米，當中陸地面積為3.18平方千米，而水域面積為0.00平方千米。當地共有人口1651人，而人口密度為每平方千米433人。